# Jack E. Dixon
Jack Edward Dixon (* 16. Juni 1943 in Nashville, Tennessee) ist ein US-amerikanischer Biochemiker an der University of California, San Diego (UCSD).
Dixon erwarb 1966 an der University of California, Los Angeles einen Bachelor in Zoologie und 1971 an der University of California, Santa Barbara einen Ph.D. in Chemie. Als Postdoktorand arbeitete er mit Unterstützung der National Science Foundation an der University of California, San Diego, bevor er 1973 eine erste Professur (Assistant Professor, 1978 Associate Professor) für Biochemie an der Purdue University erhielt. 1982 wurde er ebendort ordentlicher Professor. Gleichzeitig hatte er jeweils Professuren an der Indiana University inne (siehe Indiana University-Purdue University Indianapolis). 1991 wechselte Dixon an die University of Michigan, 2003 als Professor für Pharmakologie an die University of California, San Diego. Zusätzlich hat er eine Professur am Salk Institute for Biological Studies und war von 2007 bis 2013 Vizepräsident und Wissenschaftlicher Direktor des Howard Hughes Medical Institute (HHMI). Im Sommer 2021 ging er in den Ruhestand.
Dixon befasst sich mit der Rolle verschiedener Protein-Tyrosin-Phosphatasen (PTPasen) bei der reversiblen Phosphorylierung. Ein wichtiger Virulenzfaktor von Yersinia pestis, dem Erreger der Pest, ist eine PTPase mit extrem hoher Enzymaktivität. Entsprechend befassen sich Dixons Arbeiten auch mit anderen Virulenzfaktoren und ihrem Einfluss auf die Signaltransduktion. Sein Labor konnte zeigen, dass PTEN den second messenger PIP3 dephosphoryliert und darüber Proteinkinase B aktiviert, was wiederum einen Einfluss auf das Verhältnis von Zellaktivierung und programmierter Zelltod hat.
Dixon ist mit der Biochemikerin Claudia M. Kent verheiratet. 

## Auszeichnungen (Auswahl)
- 1997 Mitglied der American Academy of Arts and Sciences[2]
- 2000 Mitglied der National Academy of Sciences[3]
- 2000 Fellow der American Association for the Advancement of Science
- 2003 William C. Rose Award der American Society for Biochemistry and Molecular Biology (ASBMB)[4][5]
- 2004 Ehrendoktorat der Purdue University
- 2010 Mitglied der American Philosophical Society[6]
- 2012 Auswärtiges Mitglied der Royal Society[7]
- 2013 Ehrendoktorat der Cold Spring Harbor Laboratories
- 2015 Earl and Thressa Stadtman Distinguished Scientist Award